# Tiếng Ả Rập vùng Vịnh

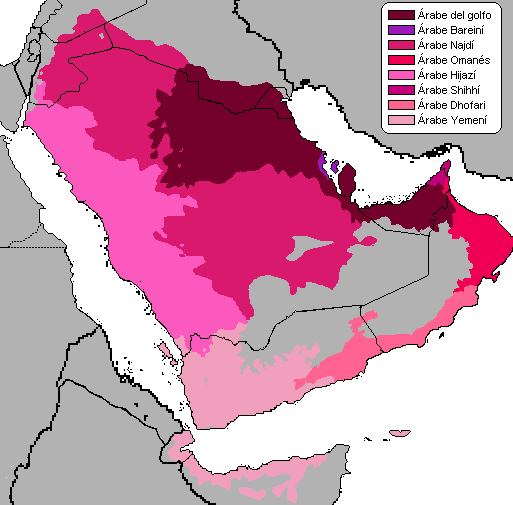
Tiếng Ả Rập Bán đảo (Tiếng Ả Rập vùng Vịnh được biểu thị bằng màu hạt dẻ sẫm)

Tiếng Ả Rập vùng Vịnh (خليجي Khalījī hoặc اللهجة الخليجية el-lahja el-Khalijiyya) là phương ngữ tiếng Ả Rập được nói ở Đông Ả Rập ven biển Vịnh Ba Tư ở Kuwait, Bahrain, Qatar, Các Tiểu vương quốc Ả Rập Thống nhất, cũng như một phần của miền đông Ả Rập Saudi (tỉng Đông), miền nam Iraq (tỉnh Basra và tỉnh Muthanna), miền nam Iran (tỉnh Bushehr, tỉnh Khuzestan và tỉnh Hormozgan) và miền bắc Oman.
Tiếng Ả Rập vùng Vịnh có thể được định nghĩa là một tập hợp các phương ngữ có mối quan hệ chặt chẽ và ít nhiều thông hiểu lẫn nhau tạo thành một cụm phương ngữ, với mức độ thông hiểu lẫn nhau chủ yếu phụ thuộc vào khoảng cách giữa chúng. Tương tự như các phương ngữ Ả Rập khác, tiếng Ả Rập vùng Vịnh không hoàn toàn thông hiểu với các phương ngữ Ả Rập được nói bên ngoài vùng Vịnh. Các phương ngữ cụ thể khác nhau về từ vựng, ngữ pháp và giọng. Có sự khác biệt đáng kể giữa, ví dụ, tiếng Ả Rập Kuwait và phương ngữ ở Qatar và UAE đặc biệt là giọng nói, có thể cản trở sự thông hiểu lẫn nhau.
Họ hàng gần nhất của phương ngữ vùng Vịnh là các phương ngữ được nói ở Bán đảo Ả Rập, tức là tiếng Ả Rập Najd và tiếng Ả Rập Bahrain. Mặc dù được nói trên phần lớn Ả Rập Xê Út, nhưng tiếng Ả Rập vùng Vịnh không phải là ngôn ngữ bản địa của hầu hết người Xê Út, vì phần lớn trong số họ không sống ở Đông Ả Rập. Có khoảng 200.000 người nói tiếng Ả Rập vùng Vịnh, trong tổng số hơn 30 triệu người, chủ yếu ở tỉnh Đông nói trên.